# 三门峡南站
三门峡南站位于中华人民共和国河南省三门峡市陕州区，距三门峡市中心约6公里，是徐兰客运专线中段郑西客运专线上一个一等客运站，主要承担着三门峡市、运城市、陕县、平陆县来往旅客运输任务。

## 设施
三门峡南站占地面积约93800平方米（其中：站台14850平方米、站房11500平方米、站前平台3450平方米、站前广场64000平方米），建筑面积29800平方米。主站房建筑面积14590平方米，建筑为地面一层。
车站设正线2条、到发线2条、维修线3条，站台长450米、宽9米、高1.25米供旅客乘降。

## 历史
- 2005年12月，三门峡南站开工建设。
- 2010年2月6日，三门峡南站随郑西客运专线开通运营。
- 车站自2024年9月至2025年3月进行了升级改造工程，加装了站台无障碍电梯，还改造了站台雨棚。